# Пальмшерна, Карл Фредрик
Карл Фредрик Херман Пальмшерна (швед. Carl Fredrik Palmstierna; 17 мая 1823, Скара (Швеция) — 20 января 1896, Стокгольм) — шведский государственный деятель, барон, дипломат, придворный .

## Биография
Сын шведского министра финансов Карла Отто Пальмшерна. Отец будущего министра иностранных дел Эрика Пальмшерна.
С 1859 по 1864 год был секретарём кабинета министров Швеции. С 1865 по 1868 год служил послом в Константинополе. Церемониймейстер двора его Королевского Величества в 1883 году.

## Награды
Швеции
- Кавалер ордена Полярной Звезды (1865)
- Командор ордена Полярной Звезды (1890)

Иностранные
- Кавалер Ордена Данеброг (Дания) (1857)
- Командор Ордена Данеброг (Дания) (1860)
- Большой крест Ордена Данеброг (Дания) (1865)
- Великий офицер Ордена Святых Маврикия и Лазаря (Италия) (1862)
- Командор Ордена Нидерландского льва (1865)
- Орден Святого Олафа (Норвегия) (дважды)
- Орден Короны (Пруссия) (1864)
- Орден Святой Анны 2 степени (Российская империя)(1860)
- Орден Меджидие (Османская империя) (1863 и 1869) (дважды)